# Padroso (Junquera de Ambía)
Padroso es una aldea española situada en la parroquia de Abeleda, del municipio de Junquera de Ambía, en la provincia de Orense, Galicia.

## Demografía
| Gráfica de evolución demográfica de Padroso entre 2000 y 2022 |
|                                                               |
| Datos según el nomenclátor publicado por el INE.              |